# Oruza leptogramma
Oruza leptogramma är en fjärilsart som beskrevs av Edward Meyrick 1902. Oruza leptogramma ingår i släktet Oruza och familjen nattflyn. Inga underarter finns listade i Catalogue of Life.